# EU-ESA-Rahmenabkommen
Das EU-ESA-Rahmenabkommen, genauer das Rahmenabkommen zwischen der Europäischen Gemeinschaft und der Europäischen Weltraumorganisation, ist ein vorläufiger Vertrag, der die Zusammenarbeit zwischen beiden europäischen Organisationen auf dem Gebiet der friedlichen Nutzung des Weltraums regelt.
In gemeinsamer Arbeit entstand auf der Grundlage des sogenannten Grünbuchs, das die EG am 21. Januar 2003 verabschiedete, das sogenannte Weißbuch. Die dort erarbeiteten Vorschläge zur Raumfahrtpolitik mündeten in das Rahmenabkommen, das am 25. Nov. 2003 beschlossen und 2004 in Kraft trat.
Das Rahmenabkommen sieht neben der Einrichtung eines gemeinsamen Sekretariats regelmäßige Treffen auf Ministerebene vor, den Europäischen Weltraumrat. Der EG wird die Rolle eines Nachfragers zugewiesen, der den Bedarf von Raumfahrtprojekten koordiniert. ESA ist der Anbieter für die Raumfahrtprodukte. Das Rahmenabkommen sichert die Unabhängigkeit beider Institutionen zu. Damit ist gemeint, dass ESA als eigenständige Raumfahrtagentur agieren kann und nicht als Unterorganisation der EG angesehen wird.
Mit dem Inkrafttreten des Vertrags von Lissabon am 1. Dezember 2009, ist die Bindung der EG an das Abkommen auf die EU übergegangen.